# Książka i Wiedza
Spółdzielnia Wydawniczo-Handlowa „Książka i Wiedza” – polskie wydawnictwo założone w 1948 w Warszawie, utworzone w wyniku połączenia Spółdzielni Wydawniczej „Książka” (utworzonej przez działaczy PPR) i wydawnictwa „Wiedza” (związanego z PPS); w 1973 wydawnictwo weszło w skład Robotniczej Spółdzielni Wydawniczej „Prasa-Książka-Ruch”, której częścią pozostawało do likwidacji konglomeratu w 1990.
Oficyna w czasach PRL była głównym wydawcą literatury marksistowskiej, zarówno autorów współczesnych (ówcześni teoretycy i praktycy marksiści-leniniści-staliniści, np. Józef Stalin, w tym w olbrzymim nakładzie Krótka historia WKP(b)), jak i klasyków marksizmu (Karol Marks, Fryderyk Engels, Włodzimierz Lenin; serie: Biblioteka Studiów nad Marksizmem oraz Biblioteka Myśli Socjalistycznej).
Po 1989 roku „Książka i Wiedza” publikuje literaturę piękną, współczesną i klasyczną, książki popularnonaukowe i naukowe oraz utwory dla dzieci i młodzieży. Ważną częścią dorobku są przekłady ze współczesnej literatury światowej: angielskiej, amerykańskiej, hiszpańskiej, rosyjskiej i francuskiej. Wiele z nich ukazało się w popularnej serii Koliber.
Wydawnictwo specjalizuje się także w popularyzacji wiedzy o historii Polski i świata, socjologii, filozofii, religioznawstwa, ekonomii, psychologii.
Wydawnictwo opublikowało dotychczas ponad 13 500 tytułów.

## Wybrane publikacje
1949
- Fryderyk Engels, Pochodzenie rodziny, własności prywatnej i państwa
- Fryderyk Engels, Rozwój socjalizmu od utopii do nauki seria: Biblioteka klasyków marksizmu-leninizmu (68 ss.)
- W.I. Lenin, Marks, Engels, marksizm
- Jerzy Plechanow, Przyczynek do zagadnienia rozwoju monistycznego pojmowania dziejów (276 ss.)

1950:
- Henryk Cunow, Pochodzenie religii i wiary w Boga (170 ss.)
- Karol Kautsky, Pochodzenie chrześcijaństwa, seria: Biblioteka socjalizmu naukowego (412 ss.)
- Karol Kautsky, Tomasz More i jego utopia, seria: Biblioteka socjalizmu naukowego
- Roman Kornecki, Wielkie spotkanie ludów. O II Światowym Kongresie Obrońców Pokoju

1951:
- Włodzimierz Iljicz Lenin, Co robić? Palące zagadnienia naszego ruchu (223 ss.)
- A. Leontjew, O „Kapitale” Karola Marksa, seria: Biblioteka ekonomiczna 17 (126 ss.)

1952:
- Bolesław Bierut, O partii (320 ss.)
- Fryderyk Engels, Dialektyka przyrody (442 ss.)
- J. W. Stalin, Ekonomiczne problemy socjalizmu w ZSRR (102 ss.)
- Iwan Turgieniew, Szlacheckie gniazdo (215 ss.)

1953:
- H. Eidelmann, Społeczeństwo pierwotne (414 ss.)
- G. Guriew, Nauka i religia. O budowie wszechświata i przewidywaniu przyszłości (83 ss.)
- Z dziejów filozofii rosyjskiej : zbiór artykułów / [tł. Zygmunt Bogucki et al.] (955 ss.)

1954:
- A. Emme, Nauka i religia. O powstaniu życia na ziemi (157 ss.)

1955:
- Henryk Katz, Droga do manifestu komunistycznego (226 ss.)
- S.F. Kieczekian, Nauka Arystotelesa o państwie i prawie (255 ss.)
- Krótki słownik filozoficzny, red. M. Rozental, P. Judin (756 ss.)
- Materializm historyczny, red. F.W. Konstantinow (648 ss.)
- O budownictwie socjalizmu w Polsce. Podstawowe wiadomości o ekonomice socjalizmu okresu przejściowego (235 ss.)

1956:
- Giordano Bruno, Pisma filozoficzne (302 ss.)
- Nikita Chruszczow, Referat sprawozdawczy Komitetu Centralnego KPZR na XX Zjeździe Partii. Rezolucja XX Zjazdu KPZR (190 ss.)
- Fryderyk Engels, Anty-Duhring (454 ss.)
- Mao Tse-Tung, Dzieła wybrane tom 1
- A. Tondi, Jezuici w historii kryzysu jednego sumienia (358 ss.)

1957:
- Ateizm a religia. Cykl wykładów (337 ss.)
- Henryk Bergson, Ewolucja twórcza (318 ss.)
- Bertrand Russell, Szkice sceptyczne (199 ss.)
- Jean-Paul Sartre, Rozważania o kwestii żydowskiej (147 ss.)

1958:
- Janusz Deresiewicz, Handel chłopami w dawnej Rzeczypospolitej, seria: Światowid (317 ss.)
- Eugeniusz Kriegelewicz, Etyka katolicka w świetle teologii moralnej (68 ss.)
- Giovanni Papini, Pamiętniki Pana Boga (67 ss.)
- Stefan Rudniański, Pogadanki filozoficzne. Przewodnicy ludzkości (273 ss.)
- Tadeusz Zieliński, Rzeczpospolita Rzymska (443 ss.)

1959:
- Karol Kautsky, Etyka w świetle materialistycznego pojmowania historii (177 ss.)
- Stefan Rudniański, Z dziejów filozofii (278 ss.)
- Adam Schaff, Z zagadnień marksistowskiej teorii prawdy (479 ss.)

1960:
- Tadeusz Kotarbiński, Leopold Infeld, Przykład indywidualny kształtowania się postawy wolnomyślicielskiej. Religia i ja (47 ss.)
- Hans Reichenbach, Powstanie filozofii naukowej (396 ss.)
- Władysław Spasowski, Człowiek i świat, wyd. 2 (164 ss.)

1961:
- Religia i laicyzacja: materiały do studiowania zagadnień światopoglądowych i naukowego ateizmu pod redakcją Haliny Wiśniewskiej (304 ss.)
Spis rzeczy:
  1. Zygmunt Poniatowski – Istota i struktura religii
  2. Arkadiusz Sikorski – Źródła i funkcje społeczne religii
  3. Mirosław Nowaczyk – Pochodzenie religii. Religia ludów pierwotnych
  4. Henryk Chyliński – Pochodzenie chrześcijaństwa
  5. Andrzej Nowicki – Rola Kościoła w Polsce w okresie tysiąclecia
  6. Tadeusz M. Jaroszewski – Społeczno- polityczna doktryna Kościoła katolickiego (Aneks. Wyjątki z encyklik papieskich i dokumentów kościelnych poświęconych problemom ustrojowym)
  7. Andrzej Nowicki – Z dziejów ateizmu
  8. Jan Guranowski – Istota i metody laicyzacji życia społecznego
  9. Jan Guranowski – Stosunek partii i państwa do Kościoła, religii, ludzi wierzących
  10. Henryk Jankowski – Etyka religijna a etyka świecka.
- Siergiej Leonidowicz Rubinsztejn, Byt i świadomość (450 ss.)
- A. Tondi, Jezuici w historii kryzysu jednego sumienia
- Joachim Wach, Socjologia religii seria: Religioznawstwo (522 ss.)

1962:
- Leopold Infeld, Tadeusz Kotarbiński, Bertrand Russell, Religia i ja (74 ss.)
- Celina Kulik, Prorocy we własnym kraju (147 ss.)
- Podstawy marksizmu-leninizmu. Podręcznik (wyd. 2, 1032 ss.)
- Siergiej Leonidowicz Rubinsztejn, Myślenie i drogi jego poznania (195 ss.)
- Siergiej Leonidowicz Rubinsztejn, Podstawy psychologii ogólnej (961 ss.)
- Hanna Temkinowa, Gromady Ludu Polskiego (zarys ideologii (216 ss.)

1963:
- John Dewey, Demokracja i wychowanie. Wstęp do filozofii wychowania, tłum. Zofia Bastgen (411 ss.)
- Wiesław Mysłek, Kościół współczesny (275 ss.)
- Andrzej Nowicki, Filozofowie o religii. Przekłady tom 2 (259 ss.)
- Zygmunt Poniatowski, Religia a nauka (257 ss.)
- Z. Rowieński, A. Ujemow, J. Ujemowa, Filozoficzny zarys cybernetyki (154 ss.)

1964:
- Tadeusz Margul, Sto lat nauki o religiach świata (374 ss.)
- Siergiej Leonidowicz Rubinsztejn, Podstawy psychologii ogólnej (wyd. 4, 961 ss.)
- Hanna Temkinowa, Bakunin i antynomie wolności (235 ss.)

1965:
- Zbigniew Krawczyk, Socjologia Edwarda Abramowskiego (320 ss.)
- Sław Krzemień-Ojak, Zagadnienia współczesnej kultury (93 ss.)fs
- Zygmunt Poniatowski, Treść wierzeń religijnych (355 ss.)
- Andrzej Zajączkowski, Pierwotne religie czarnej Afryki, seria: Światowid (227 ss.)

1966:
- Mircea Eliade, Traktat o historii religii, seria: Religioznawstwo
- Erich Fromm, Szkice z psychologii religii, seria: Religioznawstwo (292 ss.)
- Stanisław Królik, Hierarchia kościelna wobec wybuchu powstania 1863 (212 ss.)
- Karol Marks, Różnica między demokrytejską a epikurejską filozofią przyrody (283 ss.)
- Wiesław Mysłek, Kościół katolicki w Polsce w latach 1918-1939 (670 ss.)
- T.I. Ojzerman, Powstanie filozofii marksistowskiej (621 ss.), tłumaczyli Władysław Jankowski, Michał Kelles-Krauz, Lucyna Smolińska

1967:
- Raffaele Pettazzoni, Wszechwiedza bogów, seria: Religioznawstwo (601 ss.)
- Tadeusz Płużański, Marksizm a fenomen Teilharda (310 ss.)
- Bogdan Suchodolski, Podstawy wychowania socjalistycznego, seria: Biblioteka Samokształcenia ZNP (282 ss.)

1968:
- Maurice Dobb, Spór o socjalizm, seria: Problemy, polemiki, dyskusje (119 ss.)
- J. A. Lewada, Społeczna natura religii, seria z "R" (354 ss.)
- A.G. Spirkin, Zarys filozofii marksistowskiej (642 ss.), tł. Lucyna Smolińska
- Michel Verret, Marksiści a religia, seria z "R" (348 ss.)

1969:
- Aleksandr Jakowlew, Ideologia „imperium” amerykańskiego (486 ss.)
- Janusz Kuczyński, Żyć i filozofować (543 ss.)
- Marian Podkowiński, Europa Straussa (132 ss.)
- Łucja Banachowska, Strukturalizm a marksizm (186 ss.)
- S.A. Tokariew, Pierwotne formy religii i ich rozwój, seria: Religioznawstwo (405 ss.)

1970:
- C.G.Jung, Psychologia a religia seria: Religioznawstwo (448 ss.)
- Max Planck, Jedność fizycznego obrazu świata: wybór pism filozoficznych (273 ss.)
- Problemy religii i laicyzacji (278 ss.)

1971:
- Fryderyk Engels, Karol Marks, Dzieła tom 22 (906 ss.)
- Jerzy Kossak, Egzystencjalizm w filozofii i literaturze (365 ss.)
- Zygmunt Poniatowski, Wprowadzenie w ewangelie (301 ss.)
- Problemy religii i laicyzacji (363 ss.)
- Antoni Reiss, PPS 1944–1946. Z problemów odbudowy i rozwoju organizacyjnego (405 ss.)
- Barbara Szarewska, Stare i nowe religie w tropikalnej i południowej Afryce (533 ss.)

1972:
- Łucja Banachowska, Spory filozoficzne w literaturze radzieckiej lat dwudziestych (494 ss.)
- Jan Dziewulski, Wokół poglądów ekonomicznych Róży Luksemburg
- Henryk Jankowski, Giełda wartości (327 ss.)
- Socjotechnika. Style działania, red. Adam Podgórecki (495 ss.)
- Jan Such, O uniwersalności praw nauki (398 ss.)

1973:
- Igor T. Jakuszewski, Leninizm a sowietologia
- Frank Edward Manuel, U źródeł nowoczesnego religioznawstwa, seria: Religioznawstwo (324 ss.)
- Podstawy nauki marksizmu-leninizmu. Wypisy' (495 ss.)

1975:
- Zdzisław Cackowski, Jedność i wielość. Działanie i poznawanie. Wykłady z materializmu dialektycznego (238 ss.)
- Jerzy Ładyka, O filozofii marksistowskiej (330 ss.)
- Helmer Ringgren, Ake V. Strom, Religie w przeszłości i dobie współczesnej, tłumaczenie: Bogdan Kupis (616 ss.)
- Jan Szmyd, Jan Hempel. Idee i wartości (571 ss.)

1976:
- Władysław Loranc, Marksistowski pogląd na świat (232 ss.)
- Stanisław Rainko, Marksizm i jego krytycy, seria: Krytyka burżuazyjnej ideologii i rewizjonizmu (367 ss.)

1977:
- Zdzisław Cackowski, Główne zagadnienia i kierunki filozofii (477 ss.)
- Barbara Skarga, Polska myśl filozoficzna i społeczna (575 ss.)
- A. Spirkin, Pochodzenie świadomości (512 ss.)
- D. M. Ugrinowicz, Wstęp do religioznawstwa teoretycznego (254 ss.)

1979:
- Wincenty Kawalec, Systemy władz lokalnych w wybranych krajach europejskich (604 ss.)
- Jan Szmyd, Osobowość a religia. Z psychologii religii w Polsce seria z "R" (397 ss.)

1980:
- Ludwik Królikowski, Wizje społecznego świata (185 ss.)
- Stanisław Michalski, Filozoficzne i pedagogiczne poglądy Stefana Rudniańskiego
- Aleksander Ochocki, Dialektyka i historia. Człowiek i praca w twórczości Karola Marksa (781 ss.)
- Jacek Syski, Świątynia zagłady
- Jan Zakrzewski, Jak zostać prezydentem?

1981:
- Tadeusz Kotarbiński, Leopold Infeld, Bertrand Russell, Religia i ja (77 ss.)
- Zbigniew Kuderowicz, Wolność i historia. Studia o filozofii Hegla i jej losach (370 ss.)
- Piotr Ściegienny, Ewangelia i rewolucja (231 ss.)

1983:
- Stanisław Jedynak, Z teorii i historii etyki (233 ss.)
- Tadeusz Margul, Jak umierały religie, seria z "R" (367 ss.)
- Leonard Łukaszuk, Demokracja w państwie współczesnym (385 ss.)
- Carlos Paris, Gwałt na kulturze (270 ss.)
- Jerzy Urban, Samosądy (187 ss.)

1984:
- Ernest Gellner, Słowa i rzeczy czyli nie pozbawiona analizy krytyka filozofii lingwistycznej (460 ss.)
- Tadeusz Kotarbiński, Leopold Infeld, Bertrand Russell, Religia i ja (77 ss.)
- Karol Marks, Karol Marks, Włodzimierz Lenin, O religii (519 ss.)
- Max Weber, Szkice z socjologii religii (295 ss.)
- Lubomir Zbylikiewicz, Polityka USA i Wielkiej Brytanii wobec Polski 1944-1949 (399 ss.)

1985:
- W kręgu religii krajów pozaeuropejskich, red. Anna Mrozek-Dumanowska (312 ss.)
- Witold Tyloch, Dzieje ksiąg Starego Testamentu (455 ss.)

1986:
- Henryk Borowski, Kantowska filozofia religii (308 ss.)

1988:
- Wojciech Jaruzelski, Przemówienia 1987 (501 ss.)
- Kai Nielsen, Wprowadzenie do filozofii (524 ss.)
- Jolanta Polakowska-Kujawa, Współczesne spory o marksizm (295 ss.)
- Lucien Seve, Próba wprowadzenia do filozofii marksistowskiej (653 ss.)

1989:
- Zdzisław Cackowski, Zasadnicze zagadnienia filozofii (566 ss.)
- Wojciech Jaruzelski, Przemówienia 1988 (369 ss.)
- Andrzej Mackiewicz, Nietzscheanizm i marksizm w literaturze i filozofii okresu Młodej Polski (365 ss.)
- Mirosław Nowaczyk, Zbigniew Stachowski, Konkordat z Włochami (208 ss.)

1991:
- Stanisław Głąbiński, Ci wspaniali z rodu Kennedych (334 ss.)

1995:
- Filozofia. Podstawowe pytania, red. Ekkehard Martens, Herbert Schnaedelbach (768 ss.)
- Karl Raimund Popper, Mit schematu pojęciowego. W obronie nauki i racjonalności (273 ss.)
- Max Weber, Szkice z socjologii religii (302 ss.)

1997:
- John Dominic Crossan, Historyczny Jezus. Kim był i czego nauczał (504 ss.)
- Karl Raimund Popper, W poszukiwaniu lepszego świata (297 ss.)
- Bertrand Russell, Szkice niepopularne (200 ss.)

1999:
- Isaiah Berlin, Karol Marks. Jego życie i środowisko (242 ss.)

2003:
- John N. Gray, Słomiane psy. Myśli o ludziach i innych zwierzętach (198 ss.)